# 19591 Майклклейн
19591 Майклклейн (19591 Michaelklein) — астероїд головного поясу, відкритий 14 липня 1999 року.
Тіссеранів параметр щодо Юпітера — 3,329.